# Cantón de La Salvetat-Peyralès
El cantón de La Salvetat-Peyralès era una división administrativa francesa, que estaba situada en el departamento de Aveyron y la región de Mediodía-Pirineos.

## Composición
El cantón estaba formado por cinco comunas:
- Castelmary
- Crespin
- La Salvetat-Peyralès
- Lescure-Jaoul
- Tayrac

## Supresión del cantón de La Salvetat-Peyralès
En aplicación del Decreto nº 2014-205 de 21 de febrero de 2014, el cantón de La Salvetat-Peyralès fue suprimido el 22 de marzo de 2015 y sus 5 comunas pasaron a formar parte del nuevo cantón de Aveyron y Tarn.